# Перехідні метали
Перехідні́ мета́ли (перехідні елементи) — хімічні елементи побічних підгруп I—VIII груп періодичної системи елементів.

## Загальний опис
Термін «перехідні» пов'язаний з тим, що в періодах ці елементи розташовуються між s- і р-елементами. Перехідні метали, у свою чергу поділяються на d-елементи, у яких відбувається заповнення 3d-, 4d-, 5d- і 6d-підоболонок, і f-елементи, у яких заповнюється 4f- (лантаноїди) або 5f-підоболонка (актиноїди). Цинк, кадмій і ртуть, зазвичай зараховувані до перехідних металів, щиро кажучи, такими не є, оскільки їхні катіони мають завершений d-підрівень.
Незавершеність внутрішніх електронних оболонок зумовлює наявність у перехідних металів ряду специфічних властивостей: здатність до утворення координаційних (комплексних) сполук, феромагнетизм деяких металів, парамагнетизм багатьох сполук і т. д.
Типові ступені окиснення перехідних металів у сполуках лежать у межах від +1 до +8, а в органометалічних сполуках, де метал зв’язаний з органічною частиною, можуть мати негативні ступені окиснення.
Перехідні метали діють як відновники, але значно слабкіше за лужноземельні метали. Утворюють як ковалентні, так і йонні зв'язки з аніонами. Прості речовини цих елементів є металами, для яких характерні такі типові металічні властивості, як ковкість, гнучкість, висока провідність тепла й електрики та металічний блиск. Вони мають високі густини й температури плавлення, проявляють магнітні властивості.
| Група      | III B (3) | IV B (4) | V B (5) | VI B (6) | VII B (7) | VIII B (8) | VIII B (9) | VIII B (10) | I B (11) | II B (12) |
| ---------- | --------- | -------- | ------- | -------- | --------- | ---------- | ---------- | ----------- | -------- | --------- |
| 4-й період | Sc 21     | Ti 22    | V 23    | Cr 24    | Mn 25     | Fe 26      | Co 27      | Ni 28       | Cu 29    | Zn 30     |
| 5-й період | Y 39      | Zr 40    | Nb 41   | Mo 42    | Tc 43     | Ru 44      | Rh 45      | Pd 46       | Ag 47    | Cd 48     |
| 6-й період | *         | Hf 72    | Ta 73   | W 74     | Re 75     | Os 76      | Ir 77      | Pt 78       | Au 79    | Hg 80     |
| 7-й період | **        | Rf 104   | Db 105  | Sg 106   | Bh 107    | Hs 108     | Mt 109     | Ds 110      | Rg 111   | Uub 112   |

| *Лантаноїди | La 57 | Ce 58 | Pr 59 | Nd 60 | Pm 61 | Sm 62 | Eu 63 | Gd 64 | Tb 65 | Dy 66 | Ho 67 | Er 68  | Tm 69  | Yb 70  | Lu 71  |
| **Актиноїди | Ac 89 | Th 90 | Pa 91 | U 92  | Np 93 | Pu 94 | Am 95 | Cm 96 | Bk 97 | Cf 98 | Es 99 | Fm 100 | Md 101 | No 102 | Lr 103 |